# Aljezur (freguesia)
Aljezur is een plaats (freguesia) in de Portugese gemeente Aljezur en telt 2687 inwoners (2001). Het ligt ongeveer 30 km ten noorden van Lagos in een regio die bekend is omwille van zijn zoete aardappelen. In de 'Espaço Multiusos' in Aljezur wordt jaarlijks het 'Festival da Batata Doce' gehouden, het festival van de zoete aardappel.

## Geschiedenis
Aljezur werd in de tiende eeuw gesticht door de Moren, die hier vijf eeuwen lang verbleven. Hiervan zijn nog verschillende overblijfselen terug te vinden, waaronder de burcht, de waterkelder, en plaatsnamen, oude verhalen en fabels.
In de dertiende eeuw, tijdens het bewind van Afonso III, was Aljezur door Paio Peres Correia veroverd op de Moren. Op 12 november 1280 wordt Aljezur officieel een provincie doordat koning Dionysius de oorkonde verleent. Op 1 juni 1504 hervormt koning Emanuel I van Portugal de diplomatieke kaart van Koning Denis, en promoveert de stad met de titel "Nobre e Honrada "(Noble and Honoured).
In 1755 werd Aljezur zwaar getroffen door een aardbeving. Bisschop D. Francisco Gomes de Avelar had de kerk van Onze-Lieve-Vrouw D'Alva ("Igreja Matriz de Nossa Senhora da Alva”) gebouwd op een plek tegenover het dorp zodat de bewoners zouden verhuizen en een nieuwe agglomeratie zouden stichten met de naam van de nieuwe kerk.
In de 18de eeuw werd de stad getroffen door malaria, de bisschop van de Algarve wilde de bevolking beschermen en liet ze verhuizen naar de andere zijde van de rivier, waar een "nieuwe" stad ontstond. Veel mensen bleven echter ook in de oude stad achter; vandaar dat Aljezur nu een stad is met twee helften.

## Locatie
Het landschap in deze hoek van de Algarve verschilt erg van de zuidkust. Er ploegen hier nog boeren hun land met ossen en handploegen zoals eeuwen eerder werd gedaan. Een groot deel van de westkust is beschermd gebied (Parque Natural da Costa Vicentina).